# Inondazione

Segnale di rischio inondazione secondo la norma internazionale ISO 7010.

Un'inondazione è un fenomeno riguardante l'allagamento in tempi brevi, dell'ordine delle ore o dei giorni, di un'area abitualmente non interessata da acque superficiali; spesso è dovuto a cause naturali, come lo straripamento dei corsi d'acqua dal loro alveo, l'azione combinata di alta marea e tifoni in aree costiere, l'impatto di uno tsunami, o l'improvviso scioglimento di nevai o ghiacciai. Il termine inondazione è utilizzato anche per il fenomeno dell'acqua alta a Venezia, provocato dall'effetto combinato di alta marea e bassa pressione atmosferica. Quando l'inondazione è causata dalla tracimazione degli argini di corsi d'acqua ingrossati da piogge torrenziali, si parla anche di "alluvione", a cui possono essere connessi fenomeni di erosione e di deposito nelle aree interessate.

## Descrizione
A scala minore, alcune città sviluppatesi sul bordo di laghi possono essere soggette a piccole inondazioni per debordamento delle acque lacustri in seguito ad un'eccessiva alimentazione del lago quando il suo immissario è ingrossato da forti piogge, come accade spesso a Como.

### Cause

#### Naturali
Molti fiumi che scorrono su terre relativamente pianeggianti attraversano vaste pianure alluvionali. Quando pesanti piogge o lo scioglimento delle nevi causa l'aumento della portata del fiume, l'acqua supera le rive e vasti tratti di acqua poco profonda coprono il territorio del bacino fluviale. Il depositarsi di sedimenti fertili in questo processo aumenta la fertilità del territorio. Inondazioni dal mare, per effetto (anche combinato) di tempeste o maree, o causate da uno tsunami, possono travolgere le difese naturali o artificiali dei litorali, quali dune o dighe costruite dall'uomo. Queste rappresentano la maggiore minaccia per le popolazioni che vivono vicino alla costa, specialmente se il territorio può essere facilmente inondato perché posto allo stesso livello o più in basso del livello dei flutti.

#### Antropiche
Durante la storia umana, suoli fertili e vie di comunicazione navigabili hanno reso possibile l'agricoltura e altre attività umane; per difendere le città e le fattorie da alcuni fiumi soggetti ad inondazioni, sono stati predisposti sistemi di dighe e canali lungo le coste e attorno alle città.
Nei Paesi Bassi si è fatto ricorso alle inondazioni per ritardare o fermare del tutto l'avanzata di truppe nemiche; l'ultima volta avvenne nel 1944, quando gli occupanti tedeschi utilizzarono questa tattica per bloccare l'avanzata alleata.
Durante il Regno sabaudo, l'allagamento delle terre adiacenti alle risaie sulla strada del nemico ha portato a vantaggi tattici.
L'inondazione di vaste aree a monte del corpo di una diga, garantisce riserve d'acqua utilizzabili a fini potabili, irrigui, turistici, o per la generazione di energia idroelettrica.

### Prevenzione
Nei fiumi che hanno maggior probabilità di provocare inondazioni o alluvioni, spesso vengono predisposte difese arginali (come terrapieni o muri di contenimento), casse di espansione o chiuse per evitare che il fiume esondi.
Le alluvioni costiere sono state gestite in Europa con le difese costiere, come le dighe marine e le scogliere.
- Londra è protetta dalle alluvioni da una grande barriera meccanica che attraversa il Tamigi, chiamata Barriera del Tamigi, che viene sollevata quando il livello del mare raggiunge un valore soglia;
- Venezia ha protezioni simili a quelle di Londra, sebbene attualmente esse non siano in grado di proteggere la laguna di Venezia da onde alte, o dal possibile innalzamento del livello del mare;
- le difese più grandi e più elaborate possono essere trovate nei Paesi Bassi, chiamate Piano Delta, con la Diga dell'Oosterschelde come coronamento dell'opera. Questi lavori furono avviati in risposta all'inondazione causata dal Mare del Nord nel 1953 che colpì la parte sud-occidentale del paese. Gli olandesi avevano già costruito una delle più grandi dighe al mondo nel nord del paese, la Afsluitdijk, terminata nel 1932, in risposta a una precedente inondazione nel 1916.

Le aree soggette ad inondazioni sono spesso ad alta densità abitativa, come parti dei Paesi Bassi, dell'Inghilterra, di New Orleans e del delta del Mississippi, perciò leggi locali sono state emanate per prevenire la costruzione di edifici in tali aree;in alcuni casi la pressione dei costruttori ha causato l'elusione dei controlli, con un crescente numero di nuove aree che necessitano protezioni idrauliche.
Nonostante il Bangladesh non sia stato più soggetto ad alluvioni marine dal 1995, gli Stati Uniti d'America hanno fornito rifugi contro gli uragani, e l'India fornisce al governo previsioni meteorologiche.

### Tempo di ritorno
Per la valutazione del rischio di inondazione, si ricorre al concetto di tempo di ritorno, o tempo di ricorrenza, dell'evento, ovvero il tempo medio, espresso in anni, che intercorre tra il verificarsi di due eventi di intensità pari o superiore a un'intensità prefissata.
La stima del tempo di ritorno, che dipende da vari fattori (tra cui quelli geomorfologici, climatologici, idrologici e anche antropici), viene effettuata attraverso l'analisi delle serie storiche degli eventi alluvionali, preferibilmente su intervalli temporali di secoli, integrata con la valutazione geografica, geomorfologica e idrologica del territorio su cui insistono l'asta fluviale e il bacino idrografico di riferimento (tra cui i dati pluviometrici, l'assetto degli alvei, lo stato e la struttura delle arginature, la presenza di eventuali casse di espansione o dighe)
Il tempo di ritorno, in genere, viene espresso in anni (in inglese "Y range"); ad esempio, con un tempo di ritorno Y<20 per una determinata regione di territorio, si ha che, in media, l'area viene inondata una volta ogni 20 anni, e ad essa è associata una probabilità di accadimanto dell'evento di inondazione pari a 1/Y ogni anno, nel caso in esempio pari al 5% ogni anno. Per eventi di magnitudine crescente, il numero di anni del tempo di ritorno sale; eventi con Y500 o Y1000 rappresentano eventi esondativi con una magnitudine tale da presentare statisticamente una volta ogni 500 o 1000 anni rispettivamente, con una probabilità di accadimanto rispettivamente dello 0,2% e dello 0,1% ogni anno.
Il dato del tempo di ritorno è utile sia a livello ingegneristico, che a livello assicurativo:
- a livello ingegneristico, le costruzioni presenti in aree alluvionali con Y inferiori a certe soglie (di solito 20 o 50 anni, o nella aree golenali di un fiume) devono rispettare una serie di parametri di sicurezza molto più stringenti;
- a livello assicurativo, vengono richiesti premi per le assicurazioni contro il rischio esondativo che sono molto più alti nelle aree Y50 o Y100; in alcuni casi, le assicurazioni non assicurano nemmeno le case in aree Y<20 o chiedono premi elevatissimi per farlo).[senza fonte]

## Storia
In tempi geologici vi sono testimonianze di alcune improvvise inondazioni di vaste aree, rimaste aride al di sotto del livello del mare a causa dell'evoluzione geologica della regione; un esempio è il colmamento del Mediterraneo alla fine della crisi di salinità del Messiniano.
Nell'antichità, molte civiltà si adoperarono per cercare di attutire gli effetti delle inondazioni e utilizzarle a loro favore. Primi tra tutti furono i popoli stanziati nei pressi del Tigri e dell'Eufrate (noti nell'antichità con il nome di Idiglat e Purattu), come i Sumeri, che crearono una rete di canali volti all'irrigazione artificiale e al contenimento delle piene dei due fiumi.
Un'altra popolazione che si cimentò in questa opera fu quella egizia, che cercò di canalizzare le terre attorno al fiume Nilo. Il Nilo ogni anno, a seguito delle grandi piogge stagionali nell'area del suo bacino meridionale, era caratterizzato da una piena, che gli egiziani credevano fosse di origine divina, con conseguente tracimazione delle acque ed allagamento dei campi coltivati lungo il suo corso in terra egiziana. Durante il ritiro delle acque dai terreni allagati, il fiume depositava sul terreno il limo, che permise all'Egitto ricchi raccolti per millenni grazie a una fertilità leggendaria. La costruzione della diga di Assuan con la conseguente regolazione idrica del corso d'acqua, ha bloccato il ripetersi di questo fenomeno naturale.

### Inondazioni catastrofiche in tempi moderni (cause naturali)
Spesso un'inondazione rompe gli argini provocando gravi danni. Nel seguito sono riportate le inondazioni catastrofiche che hanno suscitato maggiore risonanza nei media. Fenomeni atmosferici con ciclo stagionale, quali i monsoni e i cicloni, chiamati uragani nei Caraibi, provocano ogni anno inondazioni su scala inferiore, che frequentemente provocano vittime anche per l'elevata densità della popolazione nelle regioni colpite.

#### Africa
- L'alluvione del Mozambico del 2000, causata da pesanti piogge che seguirono un ciclone, colpì la maggior parte del paese per tre settimane, uccidendo migliaia di persone e lasciando l'area devastata.

#### Asia
- 1931: le alluvioni causate dallo straripamento del Fiume Giallo provocarono in Cina tra 800 000 e 4 000 000 di morti.
- Nel 1975 il tifone Nina distrusse oltre sessanta dighe in Cina, nella provincia di Henan, causando oltre 200 000 morti.
- Nel luglio 2005, in India, nello stato di Maharashtra, pesanti piogge causarono oltre 750 vittime.
- Nel novembre 2005, in India, negli stati del Tamil Nadu e Andhra Pradesh, molti villaggi furono trasformati in isole a causa delle pesanti piogge cadute nel mese.
- In gennaio 2020 ci fu una grande inondazione nella città di Giacarta, Indonesia.

#### America

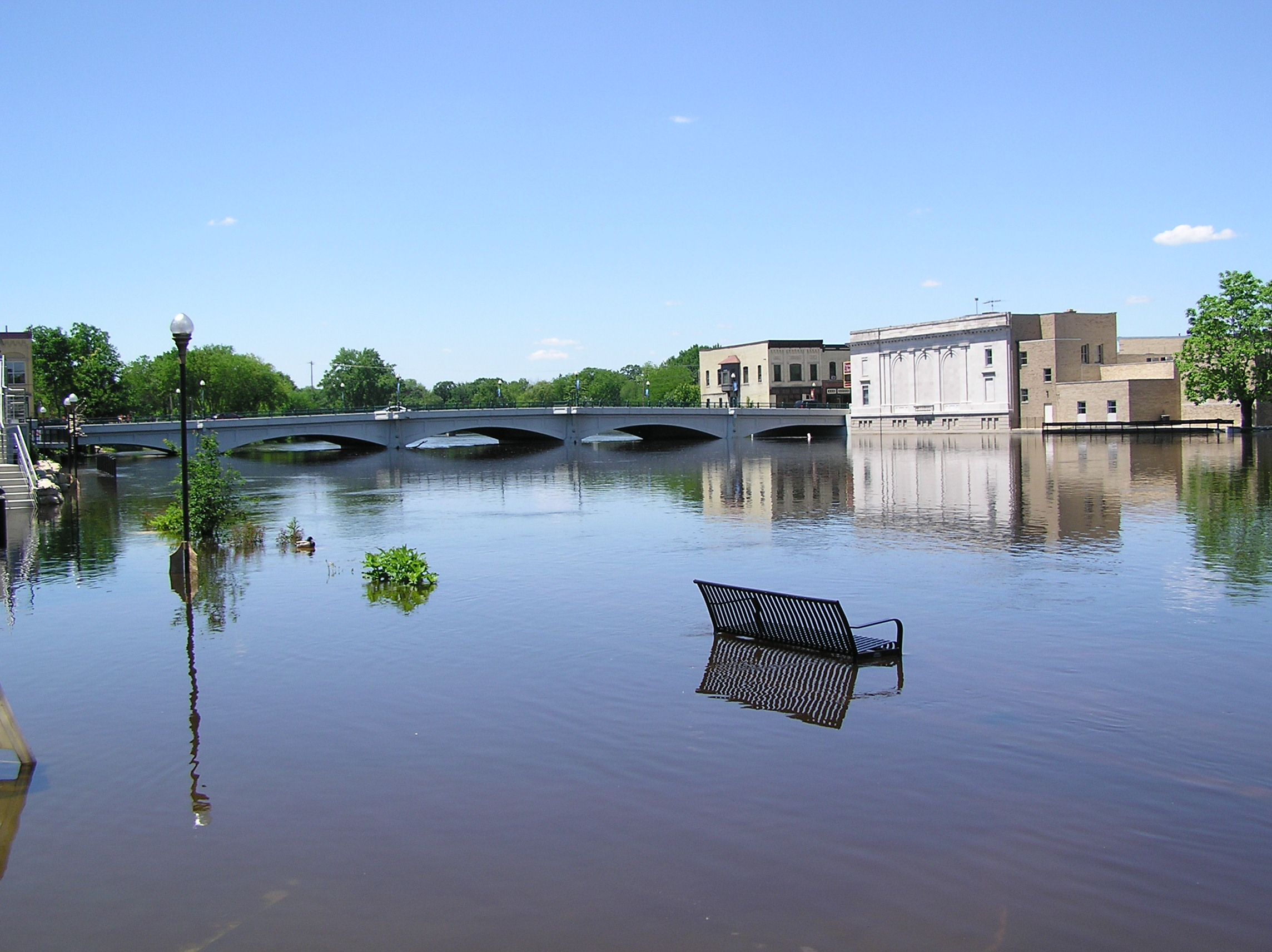
L'inondazione del fiume Rock River a Fort Atkinson, nel Wisconsin.

- L'8 settembre 1900 un uragano uccise quasi 8 000 persone a Galveston, in Texas.
- La Grande inondazione del Mississippi del 1927, provocata dalle abbondantissime piogge dell'estate precedente, ebbe luogo all'inizio del nuovo anno e uccise 246 persone.
- 1965: l'uragano Betsy allagò vaste aree di New Orleans.
- 1972: l'uragano Agnes provocò 122 morti, soprattutto per lo straripamento di corsi d'acqua, nello Stato di New York e in Pennsylvania.
- La Grande inondazione americana del 1993 è stata una delle peggiori inondazioni degli USA; colpì gli stati lungo i fiumi Mississippi e Missouri.
- 1995: alluvione di New Orleans.
- In aprile e maggio 1997 lo straripamento del Red river provocò gravi danni in Dakota del Nord, Minnesota e Manitoba.
- Nel giugno 2005 per oltre tre settimane vennero allagate alcune delle maggiori aree metropolitane del Canada, tra cui Calgary. Il numero delle vittime fu di 72 morti.
- Nell'agosto 2005 fu allagato l'80% di New Orleans, in Louisiana, a seguito dell'Uragano Katrina.
- Dal 25 giugno al 6 luglio 2006 furono colpiti gli stati americani dallo Stato di New York alla Carolina del Nord. Oltre a ingenti danni, ci furono 16 vittime.

#### Australia
- Inondazione di Clermont del 1916: 61 morti a seguito di un ciclone.
- Le alluvioni della Hunter Valley nel 1955, Nuovo Galles del Sud, distrussero oltre 100 abitazioni e causarono l'evacuazione oltre 45,000 persone.

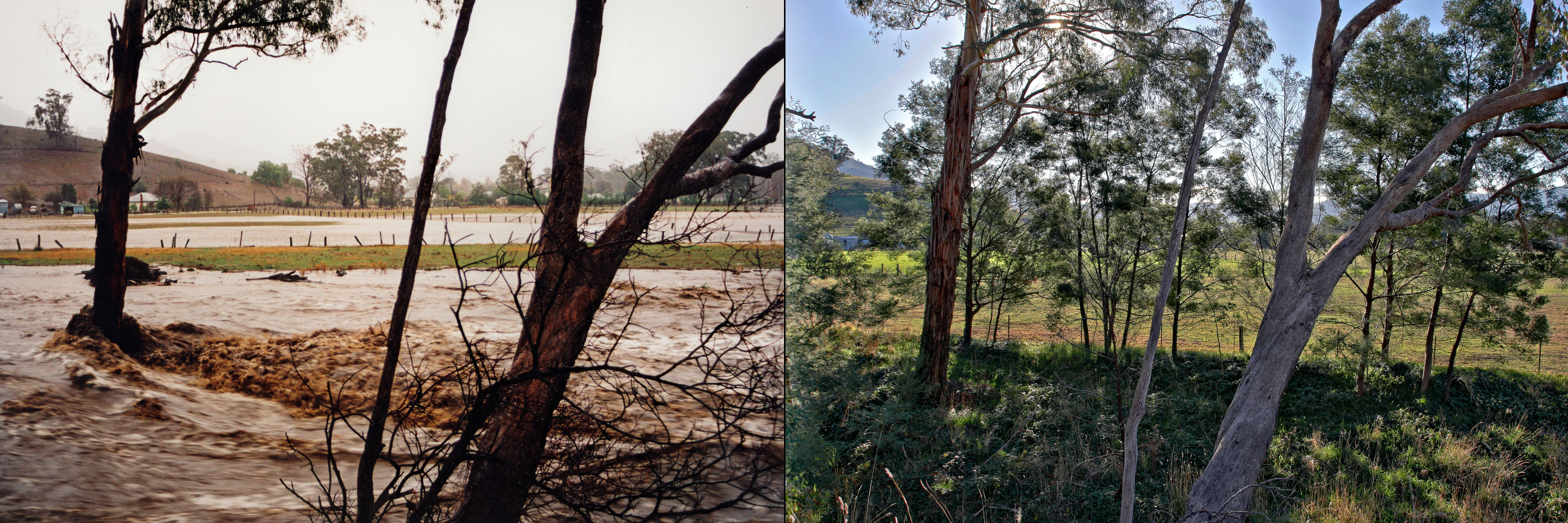
A sinistra la foto mostra l'alluvione di Swifts Creek, nella terra di Vittoria, Australia. A destra si vede la stessa località dopo otto anni.

#### Europa
- Il 20 maggio 1515 si generò un'imponente ondata di piena nella zona alpina del canton Ticino a seguito del cedimento di un lago naturale creato da un franamento che aveva sbarrato il corso del fiume Brenno per 2 anni. Questo evento è noto come la Buzza di Biasca e fu una delle prime catastrofi ben documentate in zona alpina.
- Nel gennaio del 1916: gravi danni a seguito della inondazione del golfo di Zuider Zee nei Paesi Bassi.
- L'inondazione causata dal Mare del Nord nel 1953 causò oltre 2,000 morti nei Paesi Bassi e nel Regno Unito e portò alla costruzione delle difese del Piano Delta e della Barriera del Tamigi.
- Nel 1982, in Spagna, il fiume Júcar provocò lo straripamento del bacino di Tous.
- Nel 2002: Gravi alluvioni in Germania, nella Repubblica Ceca e in Polonia. Furono particolarmente colpite Praga e Dresda. Per approfondimenti, si veda alluvione europea dell'agosto 2002.
- Nel 2010 (il 15 di giugno) il Dipartimento francese del Var subisce gravi inondazioni

##### Italia
- 3 novembre 1844, alluvione di Firenze, che colpì anche diverse zone del contado per l'inondazione causata dall'Arno, dalla Sieve e da fossi minori.
- 1º ottobre 1949, nubifragio in Campania. Numerosi straripamenti causarono vittime soprattutto nella zona di Benevento.
- 22 ottobre 1951, alluvione in Calabria. In seguito a piogge torrenziali si verificarono numerose frane che causarono decine di morti.
- 14 novembre 1951, alluvione del Polesine in Veneto.
- 4 novembre 1966, alluvione di Firenze. Il fiume Arno esondò devastando la città.
- Novembre 1968, alluvione in Piemonte.
- 7-8 ottobre 1970, alluvione a Genova. Esondano il Leira, il Bisagno e altri torrenti minori. 44 vittime.
- 1973, alluvione in Calabria.
- Estate 1987, alluvione della Valtellina. Il fiume Adda straripò devastando la Valtellina.
- 6 novembre 1994, alluvione del Tanaro in Piemonte.
- 19 giugno 1996, alluvione della Versilia.
- 5 maggio 1998, tragedia di Sarno (Campania). La frana a Sarno fece 160 vittime.
- 9 settembre 2000, alluvione di Soverato (Calabria). Un'alluvione distrusse un campeggio provocando 12 morti e 1 disperso.
- 13-16 ottobre 2000, alluvione in Piemonte. L'evento interessò il fiume Po e gran parte dei suoi affluenti in Valle d'Aosta, Piemonte, Liguria e Lombardia: 23 morti, 11 dispersi, 40.000 sfollati.
- 29 agosto 2003, alluvione del Fella. In totale le abitazioni danneggiate sono state più di 260 e gli sfollati più di 300
- 30 aprile 2006, frana di Ischia. La frana è avvenuta nella frazione Pilastri del Comune di Ischia alle 7,30, uccidendo 4 persone; nove persone rimasero ferite e si decise di far evacuare una cinquantina di famiglie dalla zona, allestendo una tendopoli nel campo sportivo del comune di Ischia.[3].
- 22 ottobre 2008, Cagliari. Nubifragio nel settore di Capoterra e dell'hinterland cagliaritano. Gravi allagamenti a Capoterra (Poggio dei Pini, Su Loi), Pirri e Monserrato. Allagamenti anche nelle campagne di Sestu ed Elmas. 4 Vittime a Capoterra e 1 a Sestu.
- 1º ottobre 2009, Alluvione e colata di detrito a Messina, dovuta a forti piogge e dissesto idro-geologico, 36 morti, 96 feriti.
- 10 novembre 2009, Frana ad Ischia. A distanza di tre anni e mezzo dalla frana del 2006, una nuova frana sull'isola di Ischia, stavolta a Casamicciola, provoca un morto e 30 feriti. A perdere la vita una ragazza di 15 anni, trascinata in mare dalla corrente: nei polmoni i medici han trovato acqua e sabbia.[4]
- 15 febbraio 2010, frana di Maierato (Vibo Valentia), dovuta a piogge, scarichi abusivi, disboscamento e grave dissesto idro-geologico: si stacca un costone della montagna del comune Maierato; durante la giornata ci sono state più di 200 frane, ma nessun morto. La frana è stata ripresa in diretta e il video choc è stato mandato su tutti i telegiornali facendo in poche ore il giro del mondo.[5]
- 15 febbraio 2010: frana e smottamento di San Fratello (Messina), dovuto a piogge e dissesto idro-geologico: l'intero paese di San Fratello è quasi "scivolato" a valle con gli smottamenti continui del 15 febbraio. Nessun morto.
- 4 novembre 2011, alluvione a Genova. Esondano il Bisagno, lo Sturla e il Fereggiano (che causa 6 vittime nell'omonima via).
- 18 novembre 2013, alluvione in Sardegna a causa del ciclone Cleopatra.
- Alluvione delle Marche del 2022
- Alluvione in Emilia Romagna del 2023

### Inondazioni catastrofiche in tempi moderni (cause antropiche)
Inondazioni catastrofiche possono anche essere provocate direttamente o indirettamente da interventi dell'uomo sull'ambiente. La rottura degli argini di un fiume o di una diga di sbarramento può provocare inondazioni catastrofiche per la vita e le opere dell'uomo.

#### America
- La Grande inondazione del 1889 provocò la morte di oltre 2 200 persone a Johnstown, in Pennsylvania, a causa della rottura di una diga.
- Il 6 novembre 1977 si ruppe la diga di Kelly Barnes, vicino a Toccoa in Georgia; morirono 39 persone.

#### Europa

##### Italia
- 9 ottobre 1963, strage del Vajont. I morti furono 1 917, causati da una frana che riempì gran parte dell'invaso di una diga idroelettrica, con conseguente tracimazione in massa dell'acqua del bacino sopra il coronamento della diga.
- 19 luglio 1985, Catastrofe della Val di Stava il cedimento di una diga del bacino artificiale di una miniera in Trentino provocò un'inondazione catastrofica, che causò la morte di 268 persone.[6][7]